# Los Angeles Film Critics Association Awards 2024
La 50ª edizione dei Los Angeles Film Critics Association Awards si è tenuta l'8 dicembre 2024.

## Premi

### Miglior film
- Anora, regia di Sean Baker
  - 2º classificato: The Brutalist, regia di Brady Corbet

### Miglior regista
- Mohammad Rasoulof – Il seme del fico sacro (Dāne-ye anjīr-e ma'ābed)
  - 2º classificato: Sean Baker – Anora

### Miglior performance protagonista
- Marianne Jean-Baptiste – Hard Truths
- Mikey Madison – Anora
  - 2º classificato: Demi Moore – The Substance
  - 2º classificato: Fernanda Torres – Io sono ancora qui (Ainda estou aqui)

### Miglior performance non protagonista
- Jurij Borisov – Anora
- Kieran Culkin – A Real Pain
  - 2º classificato: Clarence Maclin – Sing Sing
  - 2º classificato: Adam Pearson – A Different Man

### Miglior sceneggiatura
- Jesse Eisenberg – A Real Pain
  - 2º classificato: Sean Baker – Anora

### Miglior fotografia
- Jomo Fray – Nickel Boys
  - 2º classificato: Lol Crawley – The Brutalist

### Miglior scenografia
- Judy Becker – The Brutalist
  - 2º classificato: Adam Stockhausen – Blitz

### Miglior montaggio
- Nicholas Monsour – Nickel Boys
- Hansjörg Weißbrich – September 5

### Miglior colonna sonora
- Trent Reznor e Atticus Ross – Challengers
  - 2º classificato: Eiko Ishibashi - Il male non esiste (Aku wa sonzai shinai)

### Miglior film in lingua straniera
- All We Imagine As Light - Amore a Mumbai (All We Imagine as Light), regia di Payal Kapadiya
  - 2º classificato: Il seme del fico sacro (Dāne-ye anjīr-e ma'ābed), regia di Mohammad Rasoulof

### Miglior film d'animazione
- Flow - Un mondo da salvare (Straume), regia di Gints Zilbalodis
  - 2º classificato: Linda e il pollo (Linda veut du poulet!), regia di Chiara Malta e Sébastien Laudenbach

### Miglior documentario
- No Other Land, regia di Basel Adra, Hamdan Ballal, Yuval Abraham e Rachel Szor
  - 2º classificato: Dahomey, regia di Mati Diop

### New Generation Award
- Vera Drew – The People's Joker

### Miglior film sperimentale/indipendente
- The Human Surge 3

### Career Achievement Award
- John Carpenter

### Menzione speciale
- Adam Hyman, per decenni curatore, programmatore e amministratore delle proiezioni e degli altri eventi del Los Angeles Filmforum